# Navi Mumbai

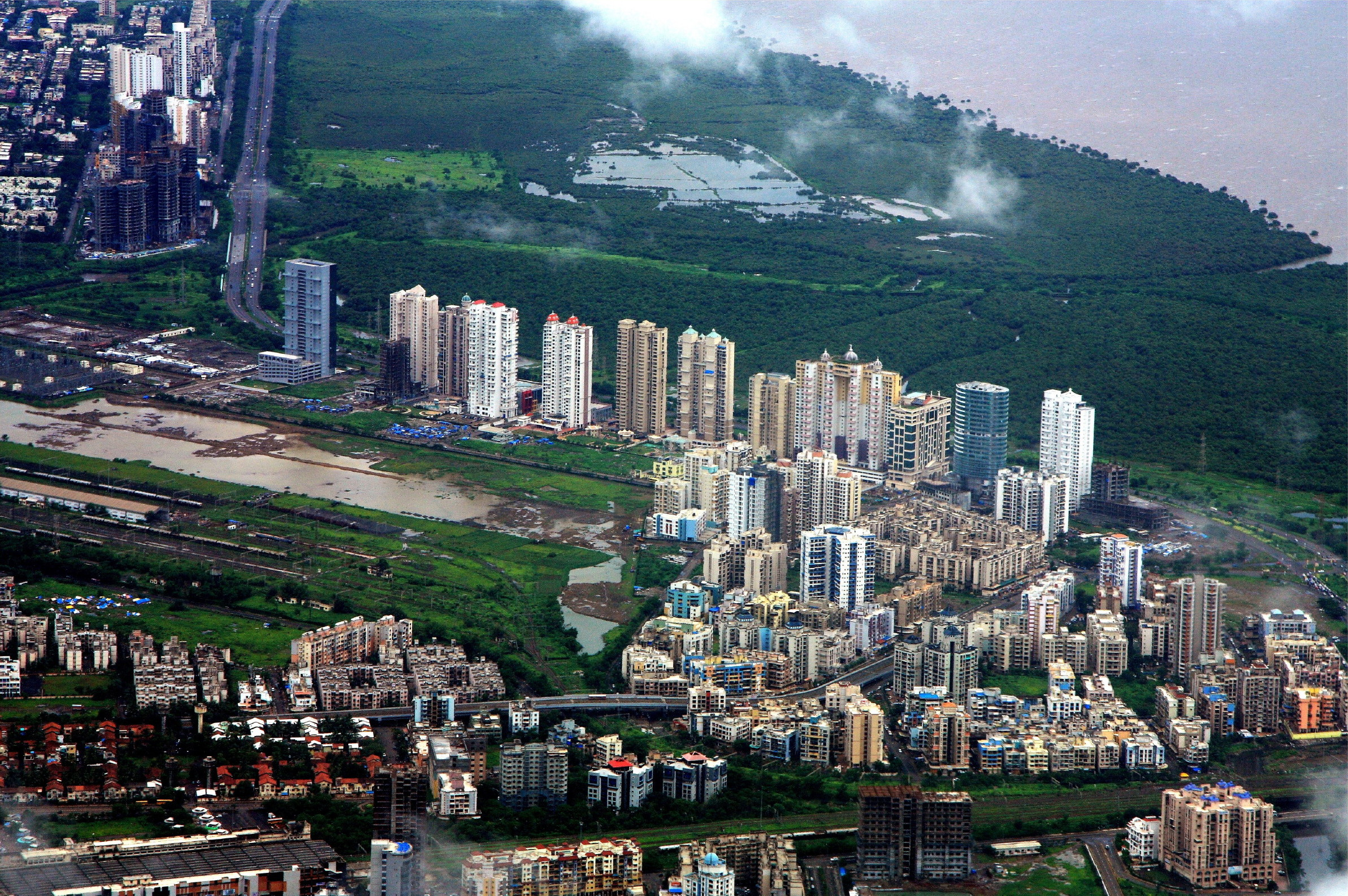
Skyline Navi Mumbai

Navi Mumbai (Marathi: नवी मुंबई) (vroeger: New Bombay) is een voorstad van de metropool Mumbai, in de Indiase staat Maharashtra. De stad is gelegen in de districten Thane en Raigad. Bij de volkstelling van 2011 had Navi Mumbai 1.120.547 inwoners.
De stad is, zoals de naam al zegt, een nieuwe stad, gesticht in 1972. Het complete projectgebied, inclusief de bouwprojecten buiten de stad, heeft een oppervlakte van 344 km². Hiermee is het de grootste geplande stad ter wereld. Het doel is dat er uiteindelijk zo'n twee miljoen mensen in de nieuwe stad komen wonen. De stad wordt ontwikkeld onder supervisie van de City and Industrial Development Corporation of Maharashtra Ltd..

## Geografie
Navi Mumbai ligt op het vasteland van Maharashtra, aan de oostkant van de kreek de Thane, in de regio en divisie Konkan. Het gehele stadsproject strekt zich uit van Airoli in het noorden, nabij de stad Thane, tot aan Uran in het zuiden. De lengte van het stadsproject is bijna net zo groot als die van Mumbai.
Het stadsproject is ingedeeld in meerdere opzichzelfstaande delen (nodes). De gemeente Navi Mumbai wordt bestuurlijk verdeeld in zones (stadsdelen), die voor een groot deel samen vallen met de eerdergenoemde nodes.
Binnen de gemeente Navi Mumbai liggen, van zuid naar noord, de volgende zones:
- Belapur - Het commerciële centrum (Central Business District).
- Nerul - Het grootste woongebied en de zone waar zich veel onderwijsinstellingen bevinden.
- Turbhe - Het centrum voor de agrarische industrie.
- Vashi - Anno 2007 het verst ontwikkelde deel van Navi Mumbai en het belangrijkste transportknooppunt, wat zich vooral laat zien in een multifunctioneel treinstation, genaamd het Vashi Station Complex. Het is tevens een belangrijk commercieel centrum en woongebied.
- Juhunagar Juhu Chowpatty Mini-Seashor
- Koparkhairane - Een node in ontwikkeling en die, qua planning, voor 2009 Vashi heeft geëvenaard.
- Dahisar - Geplant.
- Ghansoli - Een woongebied in ontwikkeling en een industrieel gebied.
- Airoli - Een ander belangrijk transportknooppunt, door de nabijheid van de Airolibrug, die Navi Mumbai verbindt met de noordelijke delen van Mumbai en de stad Thane.
- Digha - In ontwikkeling.

Buiten de gemeente Navi Mumbai liggen nog de volgende nodes:
| - Dronagiri - Jui Kamothe - Kalamboli - Kharghar |  | - New Panvel - Pushpak - Sanpada - Ulwe |